# Sympathy for Delicious
Sympathy for Delicious – amerykański komediodramat z 2010 roku będący debiutem reżyserskim Marka Ruffalo. Zdjęcia do filmu nakręcono w Los Angeles.

## Fabuła
Praktykujący DJ ma sparaliżowane nogi i jedynym jego marzeniem jest szansa powrotu do zdrowia, której jednak nie ma. Wkrótce jednak odkrywa on, iż jego muzyka ma dar uzdrawiania, którego nie może on użyć na sobie. Młodzieniec nie ma jednak ochoty się poddawać...

## Obsada
- Orlando Bloom jako Plama
- Juliette Lewis jako Ariel Lee
- Mark Ruffalo jako Joe
- Laura Linney jako Nina Hogue
- John Carroll Lynch jako Uzdrowiciel
- Noah Emmerich jako Rene Faubacher
- Christopher Thornton jako "Delicious' Dean O'Dwyer

## Nagrody
Mark Ruffalo zdobył Specjalną Nagrodę Jury na festiwalu Sundance, był też nominowany do Grand Jury Prize.